# Francisco de Medrano
Francisco de Medrano (Sevilla, 1570 - ibídem, 1607) poeta español, de tendencia clasicista dentro del Barroco.

## Biografía
Este poeta horaciano fue hijo de una familia humilde formada por Miguel de Medrano y María de Villa. Francisco de Medrano inicia probablemente sus estudios en el colegio sevillano de San Hermenegildo y posteriormente ingresa en la Compañía de Jesús en Montilla 1584. Durante los siguientes años estudió arte, filosofía y teología, y enseñó en Córdoba, Salamanca (1592) y allí se ordena sacerdote; luego va a Valladolid y en 1597 al Colegio de la Compañía en Monterrey, Galicia; vuelve a Salamanca y en 1602 abandona la Compañía, quizás por haber simpatizado con algunas posturas rebeldes en las controversias internas que por aquel entonces agitaban la orden, y regresa a Sevilla, donde vive hasta el final de sus días como sacerdote secular, y se ocupa de una de las propiedades de la familia, la finca de Mirarbueno, que le sirve de refugio e inspiración poética. En estos últimos años se relaciona con los círculos literarios de la ciudad y continúa con su labor poética. Aunque no se conocen las causas exactas de su fallecimiento, hay numerosas alusiones a continuos problemas de salud desde su infancia.

## Obra
La producción poética de Francisco de Medrano se enclava más dentro de la Escuela de Salamanca que dentro de la sevillana; se compone primordialmente de 34 odas y 52 sonetos. y su eje es una continua imitatio, no sólo de su modelo principal, Horacio, sino de otros autores, entre ellos Tasso, Ludovico Ariosto, Boecio, Plinio el Viejo. Su temática es amorosa y elegíaca, y en algún caso casi ascética. El rasgo principal que caracteriza a estas composiciones es la imitación de Horacio, siguiendo una costumbre arraigada en la poesía española del Siglo de Oro compartida con Fray Luis de León, entre otros. Sin embargo, a diferencia de muchos de sus coetáneos, como Góngora, mantiene un estilo alejado de los excesos del Barroco. A pesar del lugar secundario que ocupan sus poemas en la literatura española, algunos críticos del siglo XX como Cernuda o Dámaso Alonso han intentado llamar la atención sobre su calidad literaria, ocupándose este último de la edición de su poesía y publicando Vida y obra de Medrano (Madrid, 1948, vol. I; con Stephen Reckert, vol. II, Madrid, 1858).
Su lírica amorosa está dirigida a Flora, identificable con una tal doña Inés de Quiñones, a Amaranta (María de Esquivel), a Amarilis, de quien se ignora el nombre, y a Catalina de Aguilar. Sus obras se publicaron en el raro volumen Remedios de Amor (Palermo, 1617) de Pedro Venegas de Saavedra; junto a los Remedios de Venegas aparecen las poesías de Medrano.